# Jean-Joseph Boucherie
Pour les articles homonymes, voir Boucherie (homonymie).
Jean-Joseph Boucherie est un imprimeur bruxellois du XVIIIe siècle mort le 4 mai 1776.
Il reçoit son autorisation le 12 septembre 1738.
Il est actif de 1738 à 1769, cédant ses affaires à Josse Vanden Berghen.
S'il imprime de nombreux ouvrages variés, il est, dès 1741, le seul imprimeur des pièces de théâtre et opéras-comiques représentés au Théâtre de la Monnaie.